# Джованни да Удине
Джованни да Удине (итал. Giovanni da Udine), также Джованни Нанни (Giovanni Nani / Nanni; 1487, Удине — 1561, Рим) — итальянский живописец, архитектор и декоратор.

## Биография
Джованни учился сначала у Джованни Мартино (итал. Pellegrino da San Daniele) в Удине, затем переехал в Венецию, где стал учеником Джорджоне. В 1514 году переехал в Рим, где поступил в мастерскую Рафаэля и считался одним из наиболее талантливых его учеников. Джорджо Вазари отмечал его стремление к гротеску и большую любовь к изображению природы и натюрморта: растений, животных и неодушевлённых предметов. После смерти Рафаэля художник работал по заказам кардинала Джулио Медичи (будущего папы Климента VII) по украшению росписями Виллы Мадама вместе с другими учениками Рафаэля, завершив работы к 1525 году. По рассказам Дж. Вазари, конфликтовал с Джулио Романо.
С 1521 по 1522 год работал во Флоренции, затем вернулся в Рим, в 1527 году покинул его, вернувшись в Удине, где стал архитектором и участвовал в восстановлении местного замка (итал. Castello di Udine), разрушенного сильным землетрясением 1511 года. В 1532 году ненадолго ездил во Флоренцию. В 1547 году Джованни да Удине создал лестницу с внешнего двора в этом замке. В 1560 году вернулся в Рим и остаток жизни провёл в бедности. Был похоронен в Пантеоне, рядом с могилой Рафаэля.
Джованни да Удине помогал Рафаэлю в росписях «Лоджий Рафаэля» ватиканского дворца: он писал орнаменты и обрамления сюжетных композиций на сводах, реставрированные в 1867 году Мантовани. На вилле Фарнезина им написаны фестоны, обрамляющие рафаэлевскую «Историю Психеи». Для папы Климента VII в сотрудничестве с Перино дель Вага он украсил росписями Торре-деи-Борджиа («Башню Борджиа» — колокольню церкви Сан-Франческо-ди-Паола в Риме). Из прочих его произведений известны декоративные росписи в Палаццо Массимо-алле-Колонне в Риме, работы в Капелле Медичи при базилике Сан-Лоренцо и рисунки, по которым изготовлены витражи в Библиотеке Лауренциана во Флоренции.